# Sam Huntington
Sam Huntington (Peterborough (New Hampshire), 1 april 1982) is een Amerikaans acteur.

## Biografie
Huntington is een zoon van een moeder die een theater bezat genaamd Black Box Theatre waar hij zijn acteercarrière begon op negenjarige leeftijd.
Huntington begon in 1996 met acteren voor televisie in de film Harvest of Fire. Hierna heeft hij nog meerdere rollen gespeeld in films en televisieseries zoals Jungle 2 Jungle (1997), Not Another Teen Movie (2001), Sleepover (2004), Superman Returns (2006), Cavemen (2007-2008) en Fanboys (2009).
Huntington is in 2006 getrouwd en heeft met haar een zoon en een dochter.

## Filmografie

### Films
Uitgezonderd korte films.
- 2025 Bride Hard - als Ryan
- 2023 The Last Stop in Yuma County - als David
- 2018 Seven Stages to Achieve Eternal Bliss By Passing Through the Gateway Chosen By the Holy Storsh - als Paul
- 2017 Losing It - als Owen
- 2017 Skyward - als deputy Rudder
- 2016 Second Nature - als Bret Johnson
- 2016 Finding Sofia - als Alex
- 2016 Sully - als Jeff Kolodjay
- 2015 The Throwaways - als Drew
- 2015 How We Live - als Russell Bailey
- 2014 Veronica Mars - als Luke Haldeman
- 2013 Three Night Stand - als Carl
- 2011 Dylan Dog: Dead of Night – als Marcus
- 2010 Tug – als ??
- 2009 Fanboys – als Eric
- 2007 Two Dreadful Children – als stem (animatiefilm)
- 2006 Superman Returns – als Jimmy Olsen
- 2005 River's End – als Clay Watkins
- 2004 Sleepover – als Ren
- 2004 Raising Genius – als Bic
- 2004 In Enemy Hands – als Virgil Wright
- 2004 Home of Phobia – als Clay
- 2003 Rolling Kansas – als Dinkadoo Murphy
- 2001 Not Another Teen Movie – als Ox
- 1999 Detroit Rock City – als Jam
- 1997 Jungle 2 Jungle – als Mimi-Siku
- 1996 Harvest of Fire – als Nathan Hostetler

### Televisieseries
Uitgezonderd eenmalige gastrollen.
- 2018 - 2022 A Million Little Things - als Tom - 4 afl.
- 2019 Good Girls - als Noah - 7 afl.
- 2016 - 2017 Rosewood - als Mitchie Mendelson - 24 afl.
- 2011 – 2014 Being Human – als Josh – 52 afl.
- 2007 – 2008 Cavemen – als Andy Claybrook – 8 afl.
- 2007 It's a Mall World – als Dean – miniserie
- 2004 – 2005 Veronica Mars – als Luke – 2 afl.

### Computerspellen
- 2019 Days Gone - als stem
- 2006 Superman Returns – als Jimmy Olsen

- Bibliothèque nationale de France: cb16657084m (data)
- International Standard Name Identifier: 0000 0000 4587 0828
- Library of Congress Control Number: no2002008082
- Nationale Bibliotheek van Polen: a0000001256319
- Virtual International Authority File: 24261793
- WorldCat: E39PBJvH8xM6y36jFwg47MHXBP